# The Mary Tyler Moore Show
The Mary Tyler Moore Show est une série télévisée de sitcom américaine en 168 épisodes de 25 à 26 minutes, diffusée entre le 19 septembre 1970 et le 19 mars 1977 sur le réseau CBS. Elle met en vedette l'actrice Mary Tyler Moore.
Au Québec, elle a été diffusée sous le titre Les Ennuis de Marie à partir du 15 septembre 1977 sur le réseau TVA. Elle reste inédite dans les autres pays francophones.

## Fiche technique
Sauf indication contraire, les informations mentionnées dans cette section peuvent être confirmées par la base de données cinématographiques IMDb,  présente dans la section « Liens externes ».
- Titre original : The Mary Tyler Moore Show
- Réalisation : Jay Sandrich, Peter Baldwin, Alan Rafkin, John C. Chulay, James Burrows, Marjorie Mullen, Jerry Paris, Jerry Belson, Hal Cooper, Nancy Walker, Bruce Bilson, Peter Bonerz, Jackie Cooper, Mel Ferber, Jerry London, Mary Tyler Moore, Norman Campbell, Stuart Margolin et Martin Cohan
- Scénario : James L. Brooks, Allan Burns, David Lloyd, Lorenzo Music, Ed Weinberger, Treva Silverman, Bob Ellison, Stan Daniels, Steven Pritzker, Martin Cohan, David Davis, Susan Silver, Dick Clair, Jenna McMahon, Monica McGowan Johnson, Martin Donovan, Gordon Mitchell, Don Reo, Valerie Curtin, Michael Leeson, Mary Kay Place, Michael Zinberg et Richard Powell
- Photographie : Paul Uhl et William T. Cline
- Musique : Patrick Williams et Sonny Curtis
- Casting : Meryl O'Loughlin
- Montage : Douglas Hines et Beryl Gelfond
- Décors : Raymond Boltz Jr., James Hassinger, Warren Welch, Edward M. Parker, Joseph Reith, George R. Nelson et Cloudia Rebar
- Costumes : Leslie Hall, Donald MacDonald, John Weitz et Robert Lawson
- Producteur : Ed Weinberger, Stan Daniels et David Davis
  - Producteur délégué : James L. Brooks et Allan Burns
  - Producteur associé : Lional A. Ephraim, Budd Cherry et Michael Zinberg
- Sociétés de production : MTM Enterprises
- Société de distribution : 20th Television
- Chaîne d'origine : CBS
- Pays d'origine :  États-Unis
- Langue originale : anglais
- Genre : Sitcom
- Durée : 25 à 26 minutes

## Distribution

### Acteurs principaux et secondaires
- Mary Tyler Moore (VQ : Louise Rémy) : Mary Richards
- Gavin MacLeod (VQ : Jean Doyon) : Murray Slaughter
- Edward Asner (VQ : Paul Berval puis Ronald France) : Lou Grant
- Ted Knight (VQ : Jean-Louis Millette) : Ted Baxter
- Valerie Harper (VQ : Denise Filiatrault) : Rhoda Morgenstern
- Georgia Engel : Georgette Franklin
- Betty White : Sue Ann Nivens
- Cloris Leachman (VQ : Béatrice Picard) : Phyllis Lindstrom
- John Amos : Gordy Howard
- Joyce Bulifant (en) : Marie Slaughter
- Lisa Gerritsen (en) : Bess Lindstrom

### Invités
- Nancy Walker : Ida Morgenstern
- Eileen Heckart : Flo Meredith
- Penny Marshall : Paula Kovacs
- Michael Tolan : Dan Whitfield
- David Ogden Stiers : Mel Price
- Robbie Rist : David Baxter
- Bill Quinn : Walter Richards
- Henry Corden : Charlie
- Sheree North : Charlene Maguire
- Jerry Van Dyke : Wes Callison
- Nanette Fabray : Dottie Richards
- Ted Bessell : Joe Warner
- Barbara Colby : Sherry
- Gino Conforti : Roy
- Robert Rothwell : le responsable
- Irene Tedrow : Margaret Geddes
- Arlene Golonka : Alice
- Harold Gould : Martin Morgenstern
- Steve Franken : Jonas Lasser
- Jack Riley : Barry Barlow
- John Schuck : Frank Carelli
- Hamilton Camp : Eric Matthews
- Slim Pickens : Jack Monroe
- Bruce Boxleitner : Rick Welch
- John Saxon : Mike Tedesca
- Dabney Coleman : Phil Whitman
- Trisha Noble : Whitney Lewis
- Timothy Brown : lui-même
- Jack Cassidy : Hal Baxter
- Lawrence Pressman : Bill Phelps
- Bruce Kirby : Bert
- Vic Tayback : officier Jackson
- Michael Callan : Chuck Pelligrini
- Jed Allan : Rod Porter
- Mary Jackson : Mme Arnell
- Bradford Dillman : Matt Bryan
- Lurene Tuttle : Bella Swann
- Janet MacLachlan : Sherry Wilson
- Joan Tompkins : Mme Thorn
- Lois Nettleton : Barbara Cohen
- Joseph Campanella : Tom Vernon
- Stuart Margolin : Warren Sturges
- Louise Lasser : Anne Adams
- Peter Strauss : Stephen Linder
- David Huddleston : Freddy
- Barbara Barrie : Judith Chandler
- Mary Kay Place : Sally Jo Hochkiss
- Leonard Frey : l'étudiant
- Robert Emhardt : l'enquêteur
- Títos Vandís : Laszlo Kralic
- Edward Winter : Brian Nordquist
- John McMartin : Barry Munroe
- Betty Ford : elle-même
- Richard Seff : Maître D'
- Eric Braeden : Karl Heller
- Alex Rocco : Ben Selwyn
- Louis Guss : Sam
- Michael Constantine : Mike Cooper
- Pippa Scott : Estelle Kamser Proust
- Val Bisoglio : M. DeForrest
- Larry Gelman : Herb Bernstein

version québécoise
- Directeur de plateau : Réal Picard
- Adaptateur : René Dionne
- Société de doublage : Sonolab

 Source et légende : version québécoise (VQ) sur Doublage.qc.ca

## Épisodes

### Saison 1
1. Love Is All Around
2. Today I am a Ma'am
3. Bess, You Is My Daughter Now
4. Divorce Isn't Everything
5. Keep Your Guard Up
6. Support Your Local Mother
7. Toulouse-Lautrec Is One of My Favorite Artists
8. The Snow Must Go On
9. Bob and Rhoda and Teddy and Mary
10. Assistant Wanted, Female
11. 1040 or Fight
12. Anchorman Overboard
13. He's All Yours
14. Christmas and the Hard-Luck Kid II
15. Howard's Girl
16. Party Is Such Sweet Sorrow
17. Just a Lunch
18. Second Story Story
19. We Closed in Minneapolis
20. Hi!
21. The Boss Isn't Coming to Dinner
22. A Friend in Deed
23. Somekey the Bear Wants You
24. The 45-Year-Old Man

### Saison 2
1. The Birds… and… um… Bees
2. I Am Curious Cooper
3. He's No Heavy… He's My Brother
4. Room 223
5. A Girl's Best Mother Is Not Her Friend
6. Cover Boy
7. Didn't You Used to Be… Wait… Don't Tell Me
8. Thoroughly Unmilitant Mary
9. And Now, Sitting in for Ted Baxter
10. Don't Break the Chain
11. The Six-and-a-Half-Year Itch
12. …Is a Friend in Need
13. The Square-Shaped Room
14. Ted Over Heels
15. The Five-Minute Dress
16. Feeb
17. The Slaughter Affair
18. Baby Sit-Com
19. More Than Neighbors
20. The Care and Feeding of Parents
21. Where There's Smoke, There's Rhoda
22. You Certainly Are a Big Boy
23. Some of My Best Friends Are Rhoda
24. His Two Right Arms

### Saison 3
1. The Good Time News
2. What Is Mary Richards Really Like?
3. Who's in Charge Here?
4. Enter Rhoda's Parents
5. It's Whether You Win or Lose
6. Rhoda the Beautiful
7. Just Around the Corner
8. But Seriously Folks
9. Farmer Ted and the News
10. Have I Found a Guy for You
11. You've Got a Friend
12. It Was Fascination, I Know
13. Operation: Lou
14. Rhoda Morgenstern: Minneapolis to New York
15. The Courtship of Mary's Father's Daughter
16. Lou's Place
17. My Brother's Keeper
18. The Georgette Story
19. Romeo and Mary
20. What Do You Say When the Boss Says 'I Love You'?
21. Murray Faces Life
22. Remembrance of Things Past
23. Put on a Happy Face
24. Mary Richards and the Incredible Plant Lady

### Saison 4
1. The Lars Affair
2. Angels in the Snow
3. Rhoda's Sister Gets Married
4. The Lou and Edie Story
5. Hi There, Sports Fans
6. Father's Day
7. Son of "But Seriously Folks"
8. Lou's First Date
9. Love Blooms at Hemples
10. The Dinner Party
11. Just Friends
12. We Want Baxter
13. I Gave at the Office
14. Almost a Nun's Story
15. Happy Birthday, Lou!
16. WJM Tries Harder
17. Cottage for Sale
18. The Co-Producers
19. Best of Enemies
20. Better Late… That's a Pun… Than Never
21. Ted Baxter Meets Walter Cronkite
22. Lou's Second Date
23. Two Wrongs Don’t Make a Writer
24. I Was a Single for WJM

### Saison 5
1. Will Mary Richards Go to Jail?
2. Not Just Another Pretty Face
3. You Sometimes Hurt the One You Hate
4. Lou and That Woman
5. The Outsider
6. I Love a Piano
7. The New Sue Ann
8. Menage-a-Phyllis
9. Not a Christmas Story
10. What Are Friends For?
11. A Boy's Best Friend
12. A Son for Murray
13. Neighbors
14. A Girl Like Mary
15. An Affair to Forget
16. Mary Richards: Producer
17. The System
18. Phyllis Whips Inflation
19. The Shame of the Cities
20. Marriage Minneapolis Style
21. You Try to Be a Nice Guy
22. You Can't Lose 'em All
23. Ted Baxter's Famous Broadcasters' School
24. Anyone Who Hates Kids and Dogs

### Saison 6
1. Edie Gets Married
2. Mary Moves Out
3. Mary's Father
4. Murray in Love
5. Ted's Moment of Glory
6. Mary's Aunt
7. Chuckles Bites the Dust
8. Mary's Delinquent
9. Ted's Wedding
10. Lou Douses and Old Flame
11. Mary Richards Falls in Love
12. Ted's Tax Refund
13. The Happy Homemaker Takes Lou Home
14. One Boyfriend Too Many
15. What Do You Want to Do When You Produce?
16. Not With My Wife, I Don’t
17. The Seminar
18. Once I Had a Secret Love
19. Menage-a-Lou
20. Murray Takes a Stand
21. Mary's Aunt Returns
22. A Reliable Source
23. Sue Ann Falls in Love
24. Ted and the Kid

### Saison 7
1. Mary Midwife
2. Mary the Writer
3. Sue Ann's Sister
4. What's Wrong with Swimming?
5. Ted's Change of Heart
6. One Producer Too Manny
7. My Son, the Genius
8. Mary Gets a Lawyer
9. Lou Proposes
10. Murray Can't Lose
11. Mary's Insomnia
12. Ted's Temptation
13. Look at Us, We're Walking
14. The Critic
15. Lou’s Army Reunion
16. The Ted and Georgette Show
17. Sue Ann Gets the Ax
18. Hail the Conquering Gordy
19. Mary and the Sexagenarian
20. Murray Ghosts for Ted
21. Mary's Three Husbands
22. Marty's Big Party
23. Lou Dates Mary
24. The Last Show